# Aichhalder Loch
Das Aichhalder Loch ist eine Serpentinenstraße und Talverbindung vom Schiltachtal bei Hinterlehengericht nach Aichhalden im mittleren Schwarzwald.

## Geographie

Der Erdlinsbach fließt auf der Höhe des BBS-Werks auf die Schiltach

Der 4000-Seelen-Ort Aichhalden liegt auf 716 m Höhe. Das Tal läuft von Aichhalden langgestreckt bis zum Schiltachtal auf ca. 330 m ü. NHN hinaus. Im oberen Abschnitt wird es vom Aichhalder Grundbach durchflossen, der im unteren Abschnitt zum Erdlinsbach wird und schließlich in die Schiltach mündet. Die Gemeindeverbindungsstraße in das Schiltachtal stößt im Tal auf die B462. Sie hat eine Maximalsteigung von 22,5 Prozent und ist deshalb bei Hobbysportlern beliebt. Die B462 verbindet in diesem Abschnitt Schramberg und Schiltach.

## Gebäude und Gehöfte

### Ave Maria Kapelle
Am Ortsausgang von Aichhalden befindet sich am Waldrand und in der Nähe der Verbindungsstraße eine Miniatur-Kapelle zum Lob der Heiligen Jungfrau Maria.

### Loch 8
Das Bauernhaus mit der Adresse „Loch 8“ wurde 1824 im Stil eines typischen Schwarzwaldhauses gebaut. Das Gebäude gehört der Gemeinde Aichhalden. Diese hatte in den 1970er Jahren keine Verwendung für das Haus und wollte es im Rahmen einer Feuerwehrübung mit THW und Feuerwehr „warm abreißen“. Die Evangelische Kirchengemeinde Schramberg mietete das Haus jedoch als Jugendheim. Die damals sehr aktiven Christlichen Pfadfinder vom Stamm Königsboten des Verbands Christlicher Pfadfinderinnen und Pfadfinder (VCP) aus Schramberg renovierten das Haus. Es wurde von Jugendgruppen aus dem ganzen Schwarzwald, internationalen Begegnungscamps und als Pfadfinderheim des VCP genutzt. Der VCP Schramberg und andere Stämme trafen sich dort ganzjährig zu Hüttenwochenenden und Arbeitseinsätzen. Nachdem die Jugendarbeit der Evangelischen Kirchengemeinde weitgehend eingeschlafen war und der damalige Kirchengemeinderat keine Notwendigkeit im Betrieb des Hauses für die „Verkündigung des Wort Gottes“ sah, wurde der Mietvertrag mit der Kommune zum 31. März 2015 gekündigt. Der Aichhalder Gemeinderat beschloss daraufhin einstimmig, das Ferienhaus weiterhin sinnvoll zu nutzen und keinesfalls zu verkaufen. Die Gemeinde vermietete das Haus an den TTC Aichhalden, der es nun als Vereinsheim nutzt. Der Verein renovierte das Gebäude und den Außenbereich. Er vermietet es auch an andere Vereine, Jugendgruppen, Schulgruppen und Privatpersonen.

### Kläranlage Aichhalden
Die Kläranlage der Gemeinde befindet sich im oberen Drittel des Aichhalder Lochs, im Loch 20. Die Anlage wurde in den 1970er Jahren gebaut und den 2010er Jahren modernisiert.

### Aichhalder Mühle
Auf halbem Weg von Aichhalden ins Tal liegt die Aichhalder Mühle am Aichhalder Grundbach.
Heute ist ein Restaurant in den Gebäuden untergebracht. Ein Museum stellt die Geschichte der Mühle dar. Seit wann eine Mühle im Aichhalder Loch existiert, ist nicht schriftlich belegt. Erste Dokumente stammen aus der früh-napoleonischen Zeit, als die Gemeinde Aichhalden die Mühle für ihre Nutzung kaufen wollte und eine Befreiung aus dem Mahlbann bei zuständigen Grafen kaufte, um dann ein eigenes Mahlrecht zu haben. In der Chronik der Mühle ist für die Jahre 1792 bis 1842, in denen sich die Mühle im Gemeindebesitz befand, kein Eigner als Müller namentlich eingetragen. Im Jahre 1842 verkaufte die Gemeinde Aichhalden die Mühle mit ihren Mahlrechten an eine Familie Eschle. Der Kaufpreis für die Mühle betrug 10.100 Gulden. Danach wechselten mehrmals die Besitzer der Mühle.